# Ou Isto ou Aquilo
Ou Isto ou Aquilo é um livro de Cecília Meireles, publicado em 1964 pela editora do poeta português Sidônio Muralha, a Giroflê-Giroflá.

## Tema e estilo
O tema do livro é que a vida é feita de escolhas e estas muitas vezes são difíceis de resolver, o cotidiano marcado pela dúvida e pela dificuldade de decisão é poetizado. A poesia em Ou isto ou aquilo usa recursos de aliteração, assonância, paranomásia, alternâncias vocálicas e outras figuras fônicas.
Ana Maria Lisboa de Mello vê Ou isto ou aquilo como "uma espécie de divisor de águas entre dois períodos da produção poética para crianças no Brasil, inaugurando um novo modo de criação que privilegia o olhar e os sentimentos da criança, ao deixar para trás o feitio didático e doutrinário, predominante na produção anterior.